# Manuel Bernstein
Manuel Bernstein (Argentina, 18 de mayo de 2000) es un jugador profesional argentino de rugby que se desempeña en la posición de segunda línea en Pampas, equipo perteneciente a la liga Super Rugby Américas.

## Carrera
Bernstein comenzó su carrera deportiva con el equipo Club de Rugby Ateneo Inmaculada. En 2023 se unió a Pampas, donde lleva jugando dos temporadas. También es parte de la segunda selección argentina de rugby, Argentina XV.